# 莫佩尔蒂
莫佩尔蒂（法語：Mauperthuis，法語發音：[mopɛʁtɥi] ⓘ）是法国塞纳-马恩省的一个市镇，属于莫城区。

## 地理
莫佩尔蒂（48°46'5"N, 3°2'16"E）面积1.97 平方千米，位于法国法蘭西島大區塞纳-马恩省，该省份为法国北部内陆省份，北起瓦兹省，西接埃松省、马恩河谷省、塞纳-圣但尼省和瓦兹河谷省，南至卢瓦雷省，东南接约讷省，东临马恩省和奥布省，东北接埃纳省。
与莫佩尔蒂接壤的市镇（或旧市镇、城区）包括：圣奥古斯坦、博泰伊-桑。

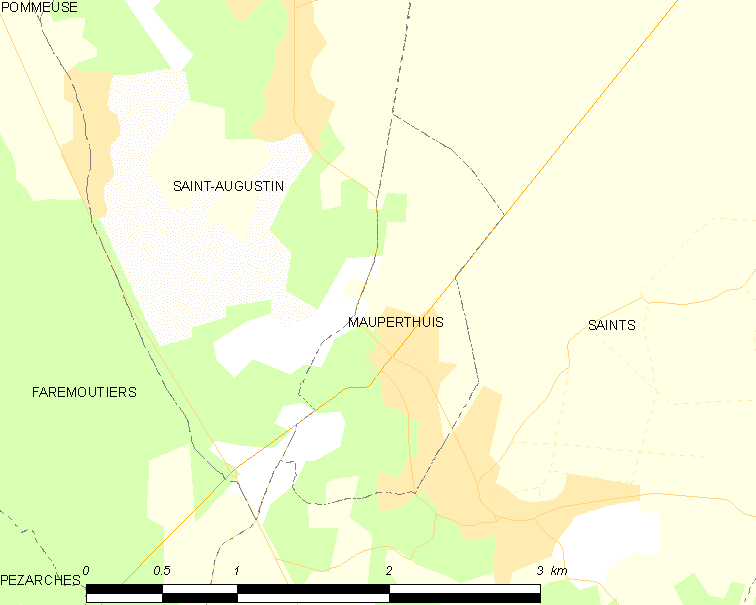
莫佩尔蒂的OSM定位图

莫佩尔蒂的时区为UTC+01:00、UTC+02:00（夏令时）。

## 行政
莫佩尔蒂的邮政编码为77120，INSEE市镇编码为77281。

## 政治
莫佩尔蒂所属的省级选区为库洛米耶县。

## 人口

1962-2008年间莫佩尔蒂人口变化图示

莫佩尔蒂于2022年1月1日时的人口数量为487人。